# Gregor Nickel
Albert Gregor Nickel (* 26. November 1966 in Berlin) ist ein deutscher Mathematiker und Hochschullehrer.

## Leben
Nickel absolvierte ein Studium der Chemie in Berlin und Zürich, das er 1990 mit dem Diplom an der ETH Zürich abschloss. Er schloss an ein Studium der Mathematik und Theologie in Berlin, Zürich, Tübingen und Rom an, das er 1993 mit dem abschloss. Seine Promotion erfolgte 1996 an der Universität Tübingen mit der Dissertation On evolution semigroups and wellposedness of nonautonomous Cauchy problems.  Er war von 1996 bis 1998 Studienleiter am „Arbeits- und Forschungsbereich Theologie und Naturwissenschaften“ (AFTN) an der Universität Tübingen, an der er sich 2004 habilitierte. Von 2000 bis 2006 war er dort außerdem wissenschaftlicher Assistent, zuletzt als Privatdozent. Im Jahr 2005 erhielt er den mit 50.000 Euro dotierten Landeslehrpreis Baden-Württemberg sowie den Lehrpreis der Universität Tübingen.
Nickel ist seit 2006 Professor für Mathematik für das gymnasiale Lehramt am FB 6 – Mathematik der Universität Siegen. Auf dem Gebiet der Mathematik liegt sein Interesse in den Bereichen Operatorhalbgruppen, lineare Evolutionsgleichungen und abstrakte Cauchyprobleme. Zudem interessiert er sich für die Philosophie der Mathematik und die systematischen und religionswissenschaftlichen Perspektiven auf den Dialog zwischen Theologie und Naturwissenschaften.

## Veröffentlichungen (Auswahl)
- mit Dieter Schönecker, Wilko Ufert (Hrsg.): Kant zur Philosophie der Mathematik, mentis, Paderborn 2018, ISBN 978-3-95743-131-8.
- mit Markus Helmerich, Ralf Krömer, Katja Lengnink, Martin Rathgeb (Hrsg.): Mathematik und Gesellschaft: historische, philosophische und didaktische Perspektiven, Springer Spektrum, Wiesbaden 2018, ISBN 978-3-658-16122-4.
- mit Albrecht Beutelspacher, Rainer Danckwerts, Susanne Spies, Gabriele Wickel: Mathematik Neu Denken: Impulse für die Gymnasiallehrerbildung an Universitäten. Vieweg+Teubner, Wiesbaden 2011, ISBN 978-3-8348-1648-1.
- Aspects of Freedom in Mathematical Proof. In: ZDM – The International Journal on Mathematics Education 51-5 (2019), S. 845–856.